# Solo (musique et danse)
Pour les articles homonymes, voir Solo.

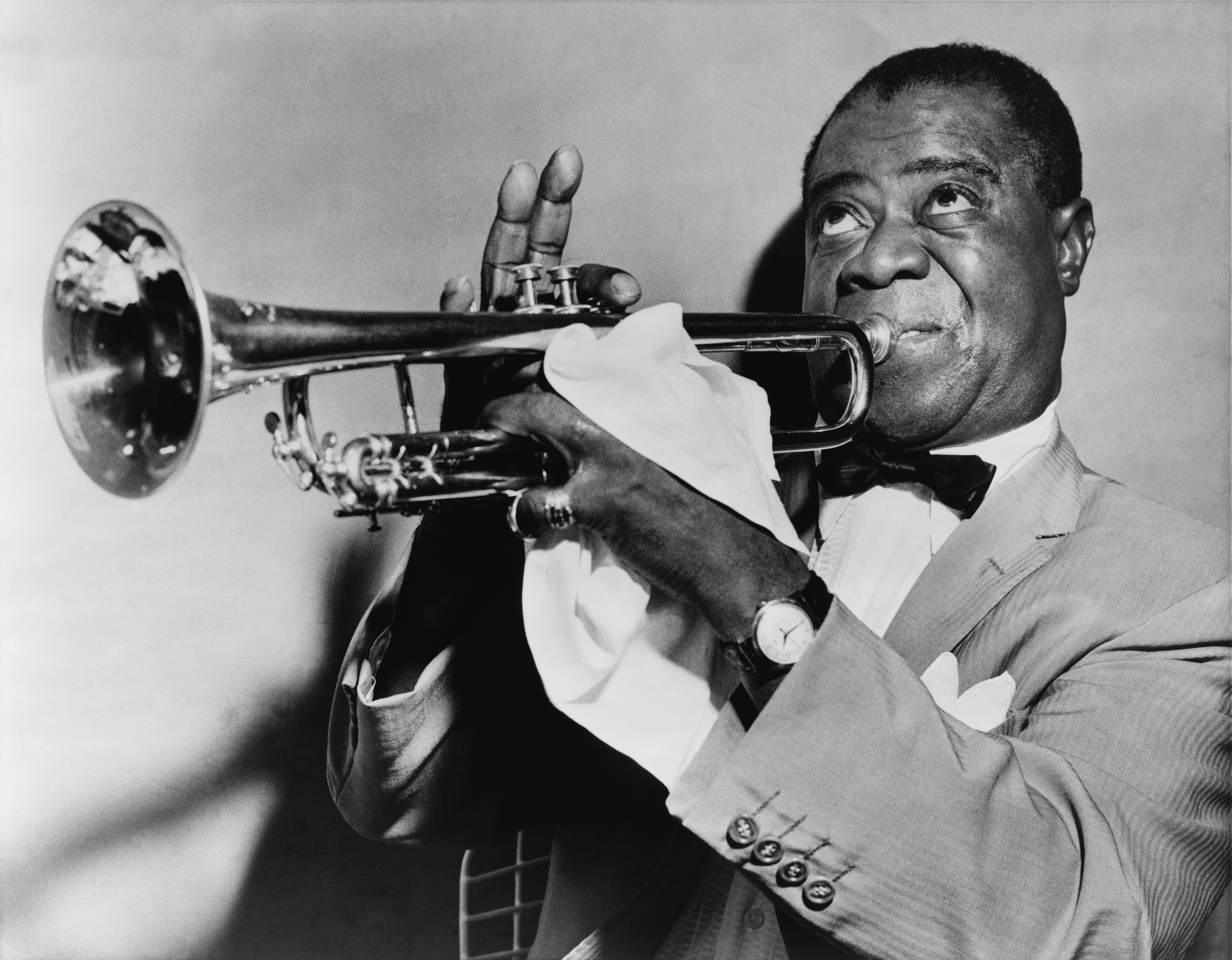
Le trompettiste Louis Armstrong jouant en solo.

Le terme solo (de l'adjectif italien solo, « seul » ; Pl. solos ou soli) est, en danse, une œuvre entière ou une partie de ballet dansée par un seul artiste. Dans le langage musical, c'est une œuvre musicale ou une partie instrumentale ou vocale de celle-ci jouée séparément par un ou plusieurs musiciens.

## En danse

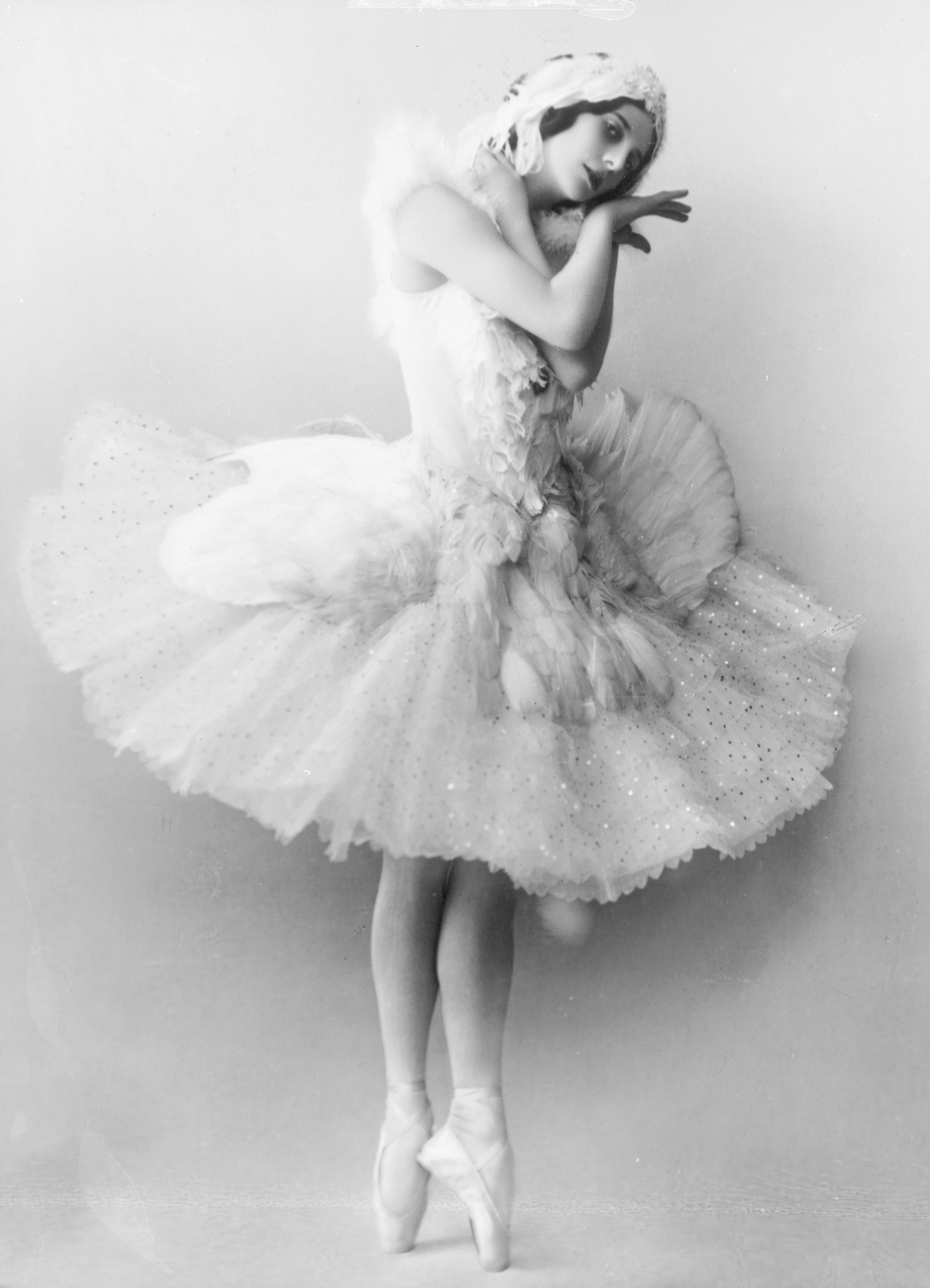
Anna Pavlova, créatrice de La Mort du cygne

Le terme désigne toute œuvre ou partie d'œuvre dansée par une seule personne, dénommée soliste, sur une musique jouée en solo ou non. Le solo de danse, contraignant sur le plan physique comme sur celui de l'interprétation, est généralement court.
En tant qu'œuvre entière, La Mort du cygne est l'un des plus célèbres exemples de la danse classique mais cette forme de danse est fréquente en danse moderne et contemporaine.
En tant que partie d'œuvre, le solo est habituel dans le ballet classique et permet de mettre en valeur l'artiste principal qui l'interprète ; il s'oppose aux pas de trois, de quatre, de six et de huit dansés par trois, quatre, six ou huit artistes.  Dans le pas de deux, dansé par deux personnes, deux solos interviennent entre l'adage et la coda : d'abord celui de la danseuse, puis celui du danseur.

## En musique

### Description
Le terme peut désigner une œuvre musicale ou un passage joué ou chanté par une seule personne (voix, instrument de musique). Par exemple, une sonate pour piano est une composition destinée à un instrument solo. Un solo est souvent distingué de la musique de chambre pour deux instrumentistes ou plus. Il peut aussi désigner une œuvre musicale pour un ou plusieurs solistes avec accompagnement par un orchestre, une basse continue ou d'autres formations. Si l'œuvre entière est conçue pour un soliste et un accompagnement, il s'agit d'un concerto instrumental. 
Le terme solo peut également désigner une indication  précisant un passage au sein d'une œuvre musicale, dans lequel un ou plusieurs solistes doivent maîtriser une partie exigeante, dans laquelle ils se distinguent également de manière expressive en tant qu'individu et se démarquent de l'accompagnement sur le plan musical. Le concept de solo suppose une plus grande virtuosité de la part de l'exécutant qui, en contrepartie, bénéficie d'un certain nombre de libertés — ornementation, improvisation, etc. Un solo s'oppose en cela à toute partie musicale conçue pour un pupitre[réf. souhaitée].

### Genres musicaux

#### Jazz et rock

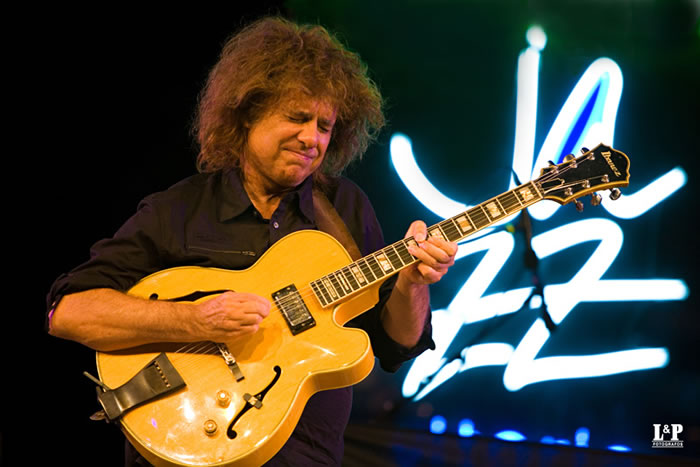
Pat Metheny en 2011.

Dans les genres musicaux jazz et rock, le terme solo désigne une partie mélodique qui se détache sur un accompagnement, d'une façon assez similaire au chant dans la musique lyrique ou la chanson. Un solo de guitare est une partie mélodique jouée à la guitare électrique,. La guitare solo est le poste chargé des parties mélodiques de guitare électrique dans les formations de musique rock, qui s'oppose à la guitare rythmique, jouant des accords, chargée de l'accompagnement. Du côté percussions, de nombreux morceaux orientés rock contiennent des solos de batterie.
En jazz, les solos ont une importance centrale. Les solos courts dits fills et les plus longs dits breaks, qui marquent les limites entre les parties de la forme, sont également des activités solistes ; mais on parle typiquement d'un solo lorsqu'une partie entière de la forme ou le morceau entier est marqué par un solo. Un solo en jazz est souvent improvisé[réf. souhaitée].
Des solos de guitare célèbres de rock proviennent de groupe comme Pink Floyd dans Comfortably Numb, Led Zeppelin dans Stairway to Heaven, Genesis dans Firth of Fifth, les Eagles dans Hotel California ou Guns N' Roses dans November Rain, tandis que dans le métal, les solos les plus connus sont ceux de Metallica dans Master of Puppets, Judas Priest dans Painkiller ou Iron Maiden dans Powerslave. Les guitaristes de rock comme Eric Clapton à l'époque où il jouait pour Cream ou Ritchie Blackmore pour Deep Purple ont également improvisé en live et ne se sont pas contentés de reproduire leurs solos de studio[réf. souhaitée].

#### Autres
Dans la musique concertante et orchestrale, l'indication « tutti » s'oppose à l'indication « solo », pour désigner les passages où tous les instruments de l'orchestre jouent ensemble, en particulier pour les instruments à cordes qui jouent habituellement la même voix au sein de groupes. Il existe aussi des duos, pièces pour deux artistes.
Dans le concerto grosso baroque, la forme musicale repose sur l'alternance de passages en tutti et en solo. Ici, solo signifie un groupe de solistes exécutant chacun leur propre voix[réf. souhaitée].

### Histoire
Dans la musique des 19e et 20e siècles principalement, l'indication solo peut également apparaître dans des ensembles composés de solistes, comme un quintette à vent. Dans ce cas, elle attire l'attention des musiciens sur un passage particulièrement exposé et exige que la voix se distingue[réf. nécessaire].